# داک جانکشن (جورجیا)
داک جانکشن (به انگلیسی: Dock Junction) یک منطقهٔ مسکونی در ایالات متحده آمریکا است که در شهرستان گلین، جورجیا واقع شده‌است. داک جانکشن ۲۷٫۷ کیلومتر مربع مساحت و ۷٬۷۲۱ نفر جمعیت دارد و ۱ متر بالاتر از سطح دریا واقع شده‌است.